# Urad Houqi
Urad Houqi (tylna chorągiew Urad; chiń. 乌拉特后旗}; pinyin: Wūlātè Hòu Qí) – chorągiew w północnych Chinach, w regionie autonomicznym Mongolia Wewnętrzna, w prefekturze miejskiej Bayan Nur. W 1999 roku liczyła 54 854 mieszkańców.